# George-David-Birkhoff-Preis
Der George David Birkhoff Prize in Applied Mathematics wird alle drei Jahre für herausragende Leistungen in angewandter Mathematik von der American Mathematical Society und der SIAM verliehen. Er ist nach George Birkhoff benannt. Das Preisgeld beträgt 5000 Dollar.

## Preisträger
- 1968: Jürgen Moser
- 1973: Fritz John, James Serrin
- 1978: Garrett Birkhoff, Mark Kac, Clifford Truesdell
- 1983: Paul Garabedian
- 1988: Elliott Lieb
- 1994: Ivo Babuška, S. R. S. Varadhan
- 1998: Paul Rabinowitz
- 2003: John Mather, Charles S. Peskin
- 2006: Cathleen Synge Morawetz
- 2009: Joel Smoller
- 2012: Björn Engquist
- 2015: Emmanuel Candès
- 2018: Bernd Sturmfels
- 2021: Gunther Uhlmann
- 2024: Ronald Coifman